# SF巨大生物の島
『SF巨大生物の島』（エスエフきょだいせいぶつのしま、Mysterious Island）は、ジュール・ヴェルヌの『神秘の島』を原作とした、1961年公開の映画。レイ・ハリーハウゼンが特撮を担当した。

## ストーリー
南北戦争の最中、南軍に捕らわれていた北軍のハーディング大尉らは気球に乗って脱走し、従軍記者スピリットや気球の操縦士である南軍のペンクロフトと共に空を漂流する。数日後、嵐の中を抜けた気球は太平洋の孤島に漂着する。ハーディングたちはアメリカに戻るための船を作ろうとするが、巨大なカニに襲われる。カニを倒して食料としたハーディングたちは島の探検と船作りを始め、船が難破して漂着したイギリス貴族メアリーと彼女の姪エレナを助け、島での共同生活をおくる。
ハーディングたちは島の洞窟を拠点に順調に船作りを進めていたが、彼らの元には何処からか大工道具や武器などが届けられ、巨鳥を銃撃して命を救われることがあり、自分たちの他にも島に人間がいるのではないかという疑惑が起きた。そんな時、島に海賊が現れハーディングたちと銃撃戦になる。同じ頃、ハーバートとエレナは巨大蜂の巣に迷い込み、島の地底に逃れた。そこには、8年前にメキシコ沖で撃沈されたはずの潜水艦ノーチラス号が停泊していた。地底から泳いで外に脱出したハーバートとエレナは、そこで海賊船を爆沈したネモ船長と遭遇する。ネモ船長は駆け付けたハーディングたちをノーチラス号に招待し、世界から飢餓を一掃するため、食糧となる生物を巨大化する実験を島で行っていたことを語り、同時に数日後に火山の噴火で島が消滅することを伝える。ネモ船長は「沈没した海賊船を引き上げ、巨大生物と研究記録をアメリカに持ち帰るために協力して欲しい」と語り、ハーディングたちも島から脱出するためネモ船長に協力する。
ハーディングたちはネモ船長の指示で順調に脱出の準備を進めていたが、ネモ船長の予想よりも早く火山が噴火を始めてしまい、脱出不可能となってしまう。ネモ船長は脱出を諦めてしまうが、ハーディングは「海賊船に空気を送り込み浮上させて脱出出来る」と語り、再度脱出を計画する。ハーディングたちはネモ船長の潜水服を借りて海底に向かい、巨大オウムガイの妨害に遭いながらも海賊船を浮上させ、船に乗り込む。ノーチラス号から空気を送り終えたネモ船長も海賊船と合流しようとするが、噴火によって地底が落盤し、ノーチラス号ごと押し潰されてしまう。ハーディングたちは恩人であるネモ船長を救えなかったことを悔やみ、彼が望んでいた平和な世界を実現させることを誓い島を脱出する。

## 巨大生物
- カニ
- 巨鳥
- ミツバチ
- オウムガイ

## キャスト
| 役名                       | 俳優                     | 日本語吹替                         | 日本語吹替                         |
| 役名                       | 俳優                     | TBS版                              | 日本テレビ版                       |
| -------------------------- | ------------------------ | ---------------------------------- | ---------------------------------- |
| サイラス・ハーディング大尉 | マイケル・クレイグ       | 小林清志                           | 森川公也                           |
| ネモ船長                   | ハーバート・ロム         |                                    | 寺島幹夫                           |
| ネブ・ニュージェント伍長   | ダン・ジャクソン         |                                    | 木原正二郎                         |
| ギデオン・スピレット       | ゲイリー・メリル         | 千葉順二                           | 宮内幸平                           |
| ペンクロフト軍曹           | パーシー・ハーバート     |                                    | 神山卓三                           |
| ハーバート・ブラウン       | マイケル・カラン         |                                    | 古川登志夫                         |
| メアリー・フェアチャイルド | ジョーン・グリーンウッド | 藤波京子                           | 浜田寸躬子                         |
| エレナ・フェアチャイルド   | ベス・ローガン           | 富田千代美                         | 芝田清子                           |
| 不明 その他                |                          |                                    | 若本紀昭 曽我部和行 叶年央         |
|                            |                          |                                    |                                    |
| 演出                       | 演出                     |                                    | 伊達渉                             |
| 翻訳                       | 翻訳                     |                                    | 磯崎松江                           |
| 効果                       | 効果                     |                                    | 赤塚不二夫                         |
| 調整                       | 調整                     |                                    | 山田太平                           |
| 制作                       | 制作                     |                                    | 東北新社                           |
| 解説                       | 解説                     | 荻昌弘                             | 水野晴郎                           |
| 初回放送                   | 初回放送                 | 1970年11月2日 『月曜ロードショー』 | 1975年7月30日 『水曜ロードショー』 |

## スタッフ
- 監督：サイ・エンドフィールド（英語版）
- 製作：チャールズ・H・シニア
- 脚本：ジョン・プレブル（英語版）、ダニエル・B・ウルマン（英語版）、クレイン・ウィルバー（英語版）
- 音楽：バーナード・ハーマン
- 撮影：ウィルキー・クーパー（英語版）
- 編集：フレデリック・ウィルソン（英語版）

## 解説
ジュール・ヴェルヌの小説『神秘の島』は何度か映像化されているが、本作は『地球へ2千万マイル』、『アルゴ探検隊の大冒険』、『恐竜グワンジ』、『シンドバッド黄金の航海』などを手がけたチャールズ・H・シニアが製作し、これらの作品に参加したレイ・ハリーハウゼンが視覚効果を担当している。原作は大幅に脚色され、巨大生物が登場し、ハリーハウゼンのストップモーション・アニメーションによる人形アニメが主たる見所となっている。
撮影は後に『恐竜100万年』を手がけるウィルキー・クーパー、音楽は『悪魔の金』でアカデミー作曲賞を受賞したバーナード・ハーマンが担当した。
主演のマイケル・クレイグは脚本家としても活動しており、本作公開前年には "The Angry Silence" でアカデミー脚本賞にノミネートされた。ジョーン・グリーンウッドは、後に『トム・ジョーンズの華麗な冒険』でゴールデングローブ賞助演女優賞にノミネートされている。マイケル・カランは、当時ゴールデングローブ賞新人賞を受賞したばかりで、1995年の日米合作『漂流教室』にも出演している。
本作は日本では劇場公開されず、1970年11月2日TBS 月曜ロードショーでのテレビ放映が最初で、後にビデオやDVDが発売された。

## 他作品との関係
ヴェルヌの『神秘の島』は『海底二万里』の後日談となっている。『海底二万里』の映画化としては1954年の『海底二万哩』などがあるが、本作は過去の映画化作品のいずれとも直接の続編関係にはない。また、1976年のアメリカ映画『巨大生物の島』は本作のリメイクではなく、H・G・ウェルズの『神々の糧』の映画化した別物であり、本作がテレビで初放映された後の1977年1月22日に東宝東和系で劇場公開された後、1979年4月18日に本作同様「水曜ロードショー」で放映された際には『新巨大生物の島』という題名に変わり、更に1985年9月21日にビクターエンタテインメントからビデオ発売された際には『巨大ネズミの襲撃』に改題され、結局は公開時のオリジナル題名から「巨大」しか残らなかった。